# Nicolas Chevalier
Nicolas Chevalier, baron de Crissé, seigneur de Wideville, du Roule et de de Gentilly, né en 1562, et mort le 19 février 1630, est un homme politique et magistrat français au début du XVIIe siècle. 

## Biographie
Descendant d'Étienne Chevalier, il est reçu comme premier président de la Cour des aides de Paris le 20 avril 1610. Il fut aussi conseiller d'État, surintendant de Navarre et de Béarn, et deux fois ambassadeur en Angleterre. Il a été également Chancelier de la reine Marie de Médicis vers 1628. Chevalier mourut le 19 février 1630.
Par contrat  le 20 janvier 1595, à Paris, il avait épousé Madeleine de Crèvecœur (veuve de Benoît Milon, fille de Guillaume Boullenc, seigneur de Grisolles, conseiller du roi et maître ordinaire en la chambre des comptes, et d'Anne Chevalier). Elle mourut le 23 décembre 1629, précédant son époux dans la mort, d'un mois.